# Lifull Connect
Lifull Connect es un grupo multinacional que posee varios portales digitales, con sede en Barcelona, España. Fundada en 2019, tras la fusión de los agregadores de clasificados Trovit y Mitula Group. Es un conglomerado a cargo de 14 marcas de portales de clasificados presentes en 63 países.
Lifull Connect es la principal subsidiaria propiedad de LIFULL Co. LTD, un grupo japonés establecido en 1997, que cotiza en la Bolsa de Valores de Tokio (2120).
El nombre 'Lifull' proviene de la mezcla de 'life' y 'full'. Según la propia empresa, intentan “hacer cada VIDA PLENA” (en inglés: “make every LIFE FULL”).

## Productos
Lifull Connect tiene varias marcas. Sus servicios y productos forman parte de tres categorías principales. Primero está el grupo de agregación. En segundo lugar, los portales inmobiliarios. Y tercero, productos digitales, basados en agregadores de recopilación y portales inmobiliarios, enfocados a llegar a diferentes tipos de clientes. 

### Los agregadores
Trovit, Mitula, Nuroa y Nestoria son agregadores en línea. Comparten el mismo objetivo y características: recopilar información (anuncios) de diferentes webs y presentarlos en uno, y conectar a un usuario con el sitio web original. Recopilan el tráfico de usuarios a través de los motores de búsqueda y lo redistribuyen a los portales originales de automóviles, trabajos o bienes raíces que publicaron el anuncio inicialmente. 

### Portales inmobiliarios
Lifull Connect afirma que “son una de las redes inmobiliarias más grandes del mundo”. Además de las marcas del agregador, el conglomerado posee DotProperty, Thailand Property, HipFlat, Globaliza, Icasas, Properati, La Encontré y Punto Propiedad. Estos portales inmobiliarios sirven a los agentes inmobiliarios y promotores de vivienda como portales clasificados para que puedan vender o alquilar sus propiedades. La principal diferencia entre los agregadores y los portales inmobiliarios es el diseño visual y la forma en que se ejecutan. 
Los portales inmobiliarios son un actor clave en la industria proptech. Algunos de ellos han explorado nuevas líneas comerciales, como agente transaccional o como corredores de crédito. En Colombia, por ejemplo, Properati trabaja también como agente inmobiliario.

### Productos digitales
Lifull Connect dispone de dos productos principales a sus clientes. Ofrecen Proppit como una herramienta inmobiliaria que recopila información y la redistribuye a agregadores y portales inmobiliarios. Funcionalidad de integrador que tienen los CRM´s inmobiliarios. Proppit fue creado para agentes inmobiliarios y promotores inmobiliarios.
El otro producto que vende Lifull Connect se llama Thribee, un servicio de adquisición de tráfico. Atiende a portales de clasificados en línea, que no forman parte de la red de Lifull Connect, para conseguir más visitas. Thribee trabaja para sitios web de bienes raíces, automóviles y empleos. Esta herramienta reúne y ofrece únicamente las marcas del agregador a sus clientes.

## Historia
Fundada en enero de 2019 y establecida como la unificación de Trovit (propiedad en ese momento de Next Co., luego llamada LIFULL Co. LTD) y Mitula Group. La operación supuso la compra de este último por 118 millones de euros a LIFULL Co. LTD. Aunque, el comunicado oficial comentó el acuerdo empresarial como una fusión. El acuerdo incluía la adquisición de todas las marcas que formaban parte de Mitula Group en ese momento: Dot Property, Nestoria, Nuroa, Kleding y Fashiola. Inicialmente, el anuncio inicial no mencionaba la participación de otro grupo más pequeño de portales (Globaliza, Icasas, Punto Propiedad y La Encontré) conocidos como Sitios de Bienes Raíces en Mercados Emergentes (RESEM). LIFULL Co. LTD divulgó esta información en el informe anual de 2019.
Durante los primeros nueve meses, Gonzalo Del Pozo, hasta entonces Consejero Delegado y Director Ejecutivo del Grupo Mitula, asumió como Consejero Delegado. Mauricio Silber, hasta entonces CEO de Trovit, asumió la responsabilidad como COO de Lifull Connect. Tras la salida de Del Pozo, Silber asumió el cargo de director ejecutivo.
En 2020, Lifull Connect adquirió Hip Flat, un portal inmobiliario en Tailandia, para potenciar su presencia en el sudeste asiático. Thribbe llegó al ojo público como una herramienta que reunía todos los servicios de los agregadores.
En 2021, el conglomerado lanzó Proppit, una herramienta inmobiliaria que distribuye anuncios a los agregadores y portales de la red de Lifull Connect.
En 2022, Lifull Connect adquirió dos servicios inmobiliarios en América Latina. En enero. Properati, portal inmobiliario con presencia en cinco países de Sudamérica, fue comprado a OLX Group. En abril, Lifull Connect se convirtió en el principal inversionista de Wasi, un CRM para profesionales de bienes raíces con presencia en toda la región.
A fines de 2022, la expansión de Lifull Connect significó diez oficinas establecidas en la misma cantidad de ciudades en tres continentes. 

## Críticas y expectativas

### Calidad de los listados (anuncios)
Dado que Lifull Connect no ofrece ni posee directamente ninguno de los bienes o servicios anunciados que aparecen en sus múltiples sitios web, afirma no tener control sobre los anuncios publicados por los usuarios. La mayoría de sus portales y agregadores dependen de la motivación y la precisión de los agentes inmobiliarios y desarrolladores para compartir información precisa sobre cada anuncio. 

### Competencia
Mike Delprete, consultor de bienes raíces, afirma: “Los portales de bienes raíces ocupan una posición dominante en toda la industria”. Tienen una ventaja competitiva en toda la industria debido a sus efectos de red. Tienen millones de usuarios buscando a través de sus páginas. Por otro lado, los portales inmobiliarios no controlan el inventario.

### Estado
Según Online Marketplaces, una medio de comunicación especializado en la industria de bienes raíces, los ingresos de Lifull Connect se mantuvieron estancados durante 2022. En los años posteriores a su fundación, incluida la pandemia, Lifull Connect presentó una tendencia de ingresos creciente.